# Batalla de Kolombangara
La batalla de Kolombangara fue un enfrentamiento bélico entre la Armada Imperial Japonesa y la Armada de los Estados Unidos en la Guerra del Pacífico durante la Segunda Guerra Mundial. Tuvo lugar en las islas Salomón, cerca de Kolombangara, en la madrugada del 12 al 13 de julio de 1943. 

## Antecedentes
La fuerza de refuerzo japonesa «Tokyo Express», comandada por el contraalmirante Shunji Isaki e integrada por el crucero ligero Jintsū y los destructores Mikazuki, Yukikaze, Hamakaze, Kiyonami, Yūgure, Satsuki, Minazuki, Yūnagi y Matsukaze —estos cuatro últimos sirvieron de transporte—, hizo una rápida incursión en «The Slot» para desembarcar tropas en Vila, Kolombangara, a través del golfo de Kula.
La fuerza de Aliados, comandada por el contraalmirante Walden L. Ainsworth e integrada por los cruceros ligeros USS Honolulu, USS St. Louis y HMNZS Leander, junto con los destructores USS Nicholas, USS O'Bannon, USS Taylor, USS Jenkins, USS Radford, USS Ralph Talbot, USS Buchanan, USS Maury, USS Woodworth y USS Gwin, fue desplegada en una sola columna con cinco destructores en la vanguardia seguidos por los cruceros ligeros y cerrando la retaguardia, los cinco destructores restantes.

## La batalla
Sobre la 01:00 de la madrugada del 13 de julio, los buques Aliados establecieron contacto por radar a unas 20 millas (32 km) al este del extremo norte de Kolombangara. Ainsworth asumió que estaba completamente sorprendido, pero los japoneses habían estado al tanto de la fuerza Aliada durante casi dos horas. Fue entonces cuando los destructores aumentaron la velocidad para atacar a la fuerza japonesa mientras los cruceros giraban para desplegar sus baterías principales —en este momento los destructores japoneses ya habían lanzado sus torpedos Tipo 93—. 
El Jintsū se enfrentó a las naves Aliadas y fue sometido al fuego concentrado, lo que provocó su naufragio y que se partiera en dos. Finalmente se hundió alrededor de las 01:45 con la pérdida de casi toda su tripulación, incluido el contraalmirante Isaki. Del lado de los Aliados, el HMNZS Leander fue golpeado por un torpedo y, severamente dañado, se retiró de la batalla escoltado por el USS Radford y el USS Jenkins.
Ainsworth persiguió a los destructores japoneses, pero tanto el USS St. Louis como el USS Honolulu fueron alcanzados por torpedos y gravemente dañados. Por su parte, el USS Gwin fue atacado y se hundió a las 09:30 de la mañana.

## Consecuencias
Los cruceros ligeros USS Honolulu y USS St. Louis sufrieron daños que los mantuvieron inoperativos durante varios meses, mientras que el HMNZS Leander fue sometido a reparación durante un año y nunca volvió a la acción durante la Segunda Guerra Mundial. La Armada japonesa perdió al Jintsū pero salvó a los destructores, los cuales desembarcaron a 1 200 hombres en Vila.